# Tinginotum minutum
Tinginotum minutum är en insektsart som beskrevs av Alan C. Eyles 2000. Tinginotum minutum ingår i släktet Tinginotum och familjen ängsskinnbaggar. Inga underarter finns listade i Catalogue of Life.